# Вибори до Хмельницької обласної ради 2010
Вибори до Хмельницької обласної ради 2010 — вибори до Хмельницької обласної ради, що відбулися 31 жовтня 2010 року. Вибори пройшли за змішаною системою.

## Результати виборів

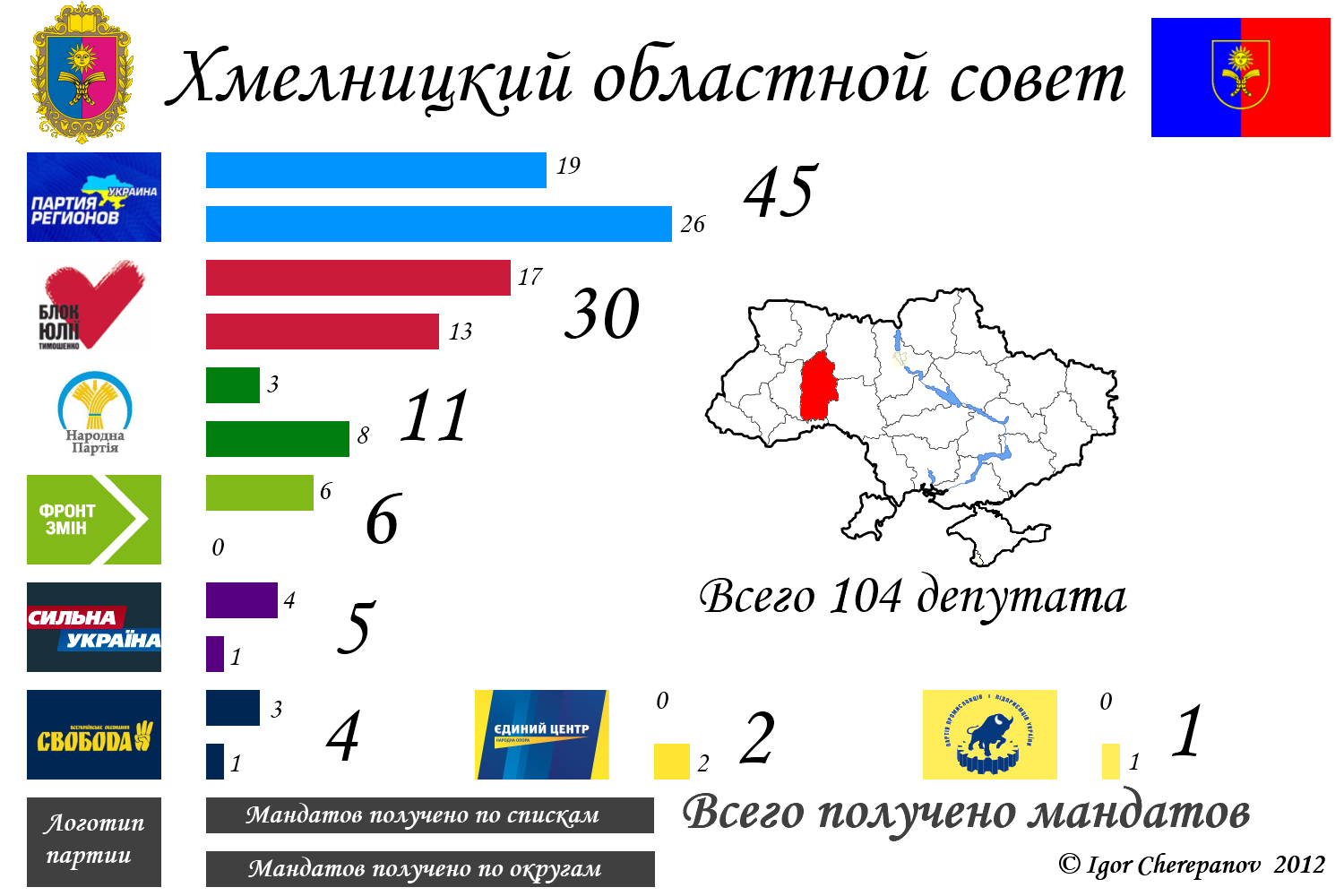
Результати виборів до Хмельницької обласної ради

### Голосування за списки партій
| № | Партія чи блок                         | Голосів «За» | У %  | +/- відсотків у порівнянні з попередніми виборами | Місць |
| - | -------------------------------------- | ------------ | ---- | ------------------------------------------------- | ----- |
| 1 | Партія регіонів                        |              | 22,0 |                                                   | 19    |
| 2 | Всеукраїнське об'єднання «Батьківщина» |              | 19,9 |                                                   | 17    |
| 3 | Фронт змін                             |              | 7,7  |                                                   | 6     |
| 4 | Сильна Україна                         |              | 4,8  |                                                   | 4     |
| 5 | Всеукраїнське об'єднання «Свобода»     |              | 4,4  |                                                   | 3     |
| 6 | Народна партія                         |              | 3,4  |                                                   | 3     |
|   | Проти всіх                             |              |      | —                                                 | —     |
|   | Недійсні бюлетені                      |              |      | —                                                 | —     |
|   | В цілому                               |              | 100% |                                                   |       |

### Одномандатні округи
| № | Партія                                    | Здобуто місць |
| - | ----------------------------------------- | ------------- |
| 1 | Партія регіонів                           | 26            |
| 2 | Всеукраїнське об'єднання «Батьківщина»    | 13            |
| 3 | Народна партія                            | 8             |
| 4 | Єдиний центр                              | 2             |
| 5 | Сильна Україна                            | 1             |
| 6 | Всеукраїнське об'єднання «Свобода»        | 1             |
| 7 | Партія промисловців і підприємців України | 1             |

### Загальні підсумки здобутих партіями місць
| № | Партія                                    | Здобуто місць |
| - | ----------------------------------------- | ------------- |
| 1 | Партія регіонів                           | 45            |
| 2 | Всеукраїнське об'єднання «Батьківщина»    | 30            |
| 3 | Народна партія                            | 11            |
| 4 | Фронт змін                                | 6             |
| 5 | Сильна Україна                            | 5             |
| 6 | Всеукраїнське об'єднання «Свобода»        | 4             |
| 7 | Єдиний центр                              | 2             |
| 8 | Партія промисловців і підприємців України | 1             |

Усього — 104 місця. Перемогу здобули представники Партії регіонів, отримавши 43 мандати. Слідом ідуть представники ВО «Батьківщина» — 31 мандат. Третє місце у представників «Народної партії» — 10 мандатів. По 6 представників працюватиме від «Фронту Змін» та «Сильної України», чотири — від ВО «Свобода», два від «Єдиного центру» і по одному від Української народної партії та Партії підприємців і промисловців.